# Kohtla-Järve
Kohtla-Järve je estonské město a samosprávná jednotka kraje Ida-Virumaa. Je významným centrem průmyslu, zejména energetického a chemického. Město je zvláštní svou územní roztříštěností, vzniklou postupným připojováním nespojitě vznikajících průmyslových zón a následným osamostatněním některých z nich; v současnosti město sestává z pěti územně oddělených částí. Ve městě žije přibližně 33 tisíc obyvatel.

## Vývoj města
Území, na němž se rozkládá současné město, bylo osídleno již v době prehistorické. První písemnou zmínkou o zdejších sídlech je Dánská kniha počtů, v níž se zmiňují vesnice Jeraius (tj. Järve), Kuckerus (Kukruse) a Terauscula (Tõrvasküla). Dnešní město však vzniklo až po otevření těžby ropných břidlic v roce 1916. Sídliště horníků a průmyslová zóna zpracovatelských závodů, které vznikly na území mezi vesnicemi Järve a Kohtla, byly od roku 1924 považovány za samostatné nové sídlo pod jménem Kohtla-Järve.

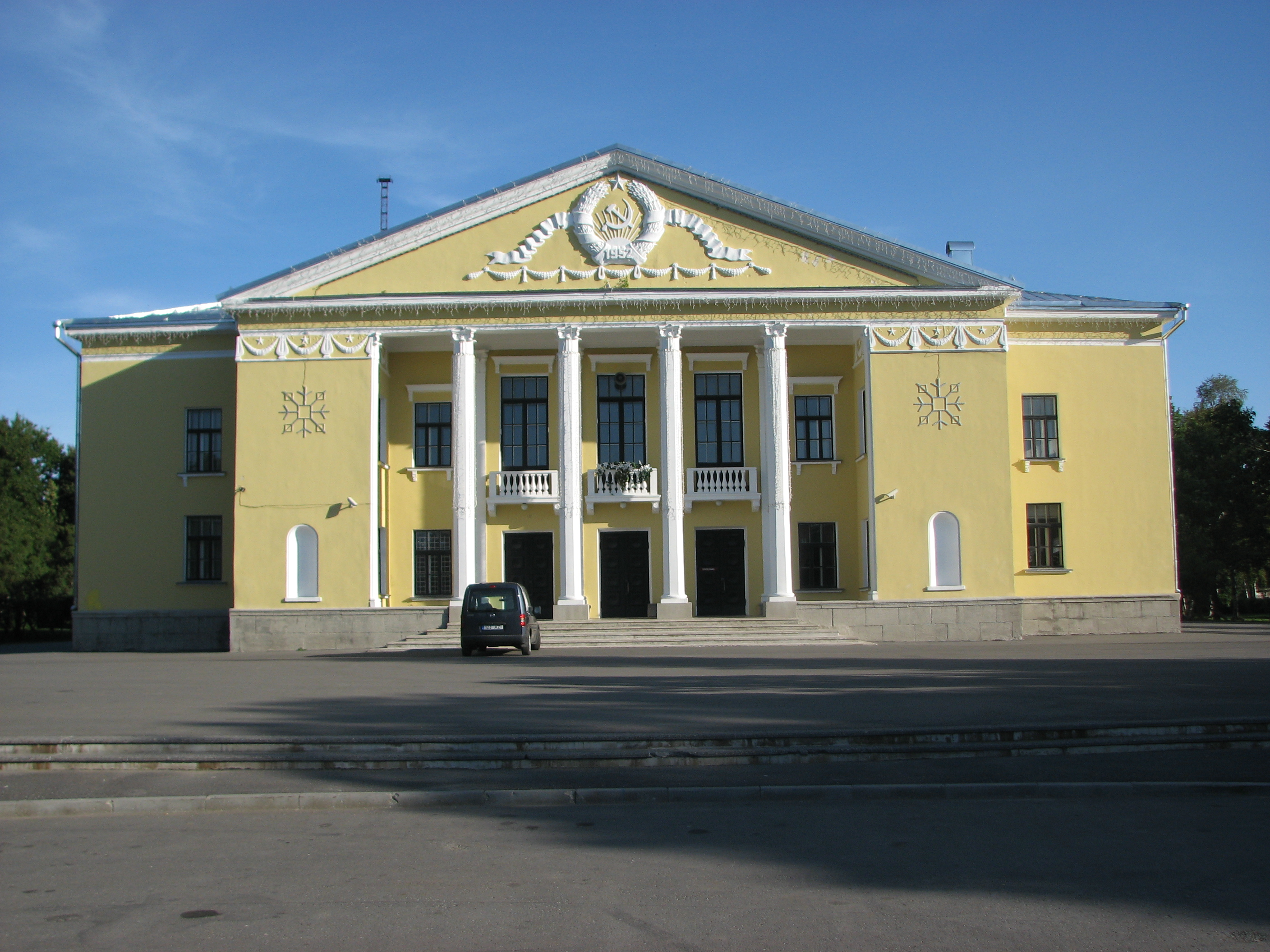
Kulturní dům v Kohtla-Järve je typickou ukázkou raně poválečné sorely

S růstem těžby rostlo i energetické a chemické využívání ropných břidlic, které zase podněcovalo další nárůst těžby. Rychle rostoucí sídlo Kohtla-Järve získalo roku 1946 status města. Jako pracovní síla byli sovětskými úřady přiváženi ruskojazyční obyvatelé, takže Estonci se záhy stali menšinou.
V následujících letech byla ke Kohtla-Järve postupně připojována další sídla spjatá s těžbou ropných břidlic, a to jak bezprostředně přiléhající, tak vzdálená. Roku 1949 tak byly k městu připojeny přilehlá Kohtla a vzdálené Kukruse, roku 1960 Jõhvi, Ahtme a Sompa, roku 1964 Kiviõli, Oru, Püssi a Viivikonna. Mezi jednotlivými vzdálenými částmi na některých místech ještě zůstávaly původní lesy, jinde se rozprostíraly povrchové doly.
V roce 1991 se od města Kohtla-Järve opět oddělily Jõhvi, Kiviõli a Püssi, čímž se územní roztříštěnost města ještě zvýšila.

## Územní a administrativní členění města
Současné město se člení v pěti městských částí, rozložených v sedmi oddělených územích. Byť v celém městě v současnosti žije jen přibližně 33 tisíc obyvatel, nejzápadnější a nejvýchodnější část města jsou od sebe vzdáleny přes 20 km.

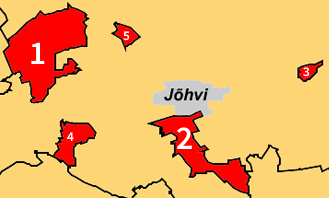
Městské části Kohtla-Järve

Plochou i počtem obyvatel největšími městskými částmi jsou Järve (na plánku vpravo 1) a Ahtme (na plánku vpravo 2), v nichž žije přibližně po 15 tisících obyvatelích (každá). Zbylých několik tisíc obývá menší městské části Oru (na plánku 3), Sompa (4) a Kukruse (5).

## Průmysl
Průmysl Kohtla-Järve je už od jeho vzniku úzce spjat s těžbou ropné břidlice a jejím užitím v energetice či dalším zpracováním v chemickém průmyslu. Po opětném osamostatnění Estonska v roce 1991 ovšem došlo k výraznému poklesu těžby v souvislosti s poklesem vývozu do Ruska i s restrukturalizací estonské ekonomiky. Kohtla-Järve se stalo jedním z měst s nejvyšší nezaměstnaností, mnoho ruskojazyčných obyvatel se odstěhovalo do Ruska nebo do Tallinnu.

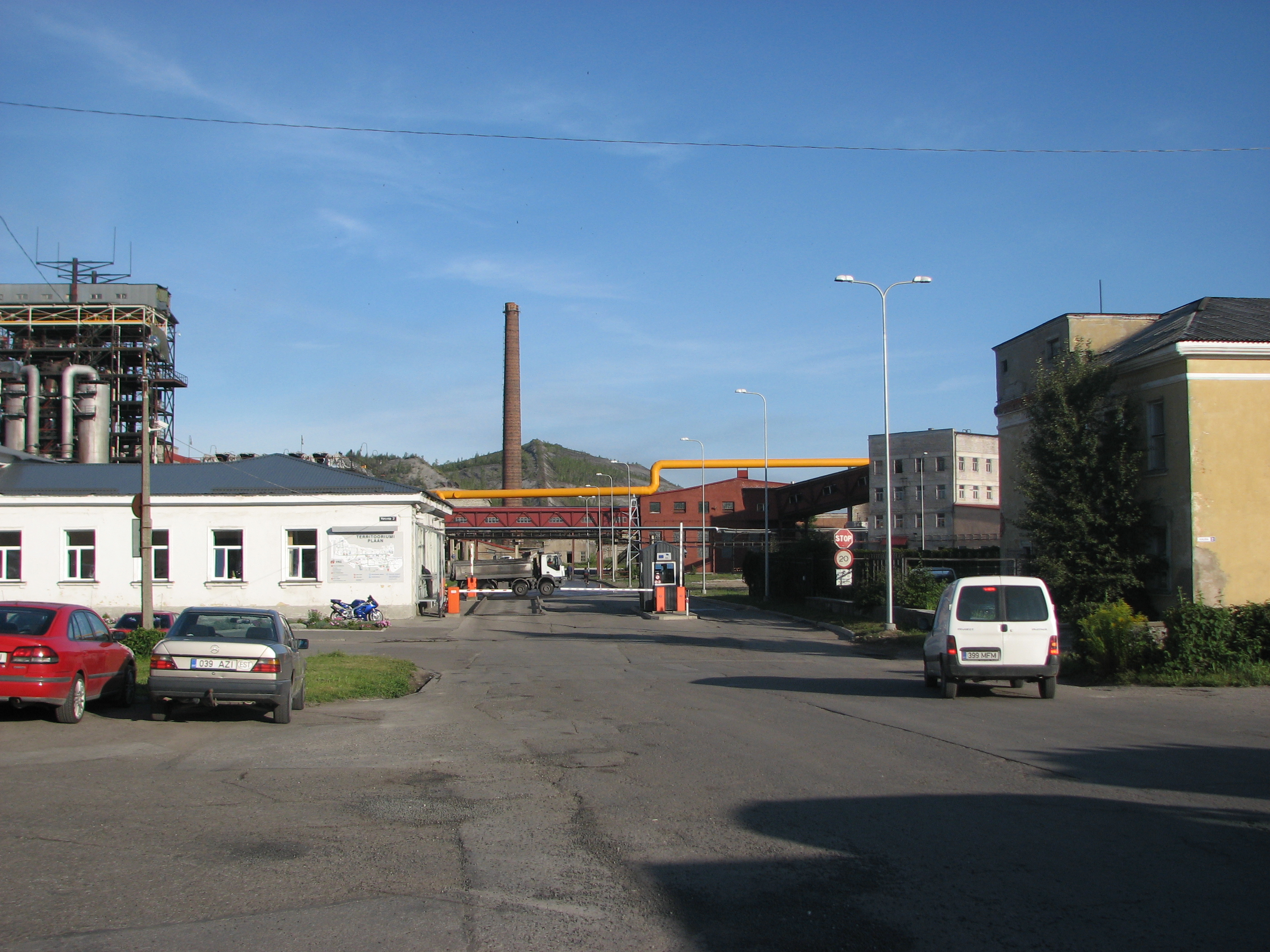
Chemická továrna v Kohtla-Järve

Nehledě na tento vývoj tvoří průmyslová odvětví spojená s těžbou ropné břidlice i nadále drtivou většinu kohtlajärvské průmyslové výroby. Podniky i správa města se snaží krizi čelit technologickou modernizací a důrazem na co největší zpracování suroviny přímo v místě její těžby. Těžební průmysl je stále významnou částí průmyslové produkce (těžební podniky Narva Karjäär, Estonia a Viru), její těžiště se však přesouvá k chemickému průmyslu (výrobce živičného oleje Viru Keemia Grupp, výrobce minerálních hnojiv Nitrofert, výrobce benzoové kyseliny Velsicol). Rozvinutá je též výroba stavebnin (Silbet, Kohtla-Järve Raudbetoontoodete Tehas, Sikford a několik dalších firem). Významně se rozvíjí lehký průmysl, který ve městě dříve téměř nebyl zastoupen, především oděvní výroba pro export (Virulane, Nirgi a další firmy).

## Kultura
Jakožto velmi mladé sídlo se Kohtla-Järve nemůže honosit architektonickými památkami, mimo několik zajímavějších budov postavených ve stylu socialistického realismu. Současný kulturní život města je však poměrně bohatý. Každý týden proběhne ve městě několik desítek kulturních pořadů v městském kulturním domě (Kohtla-Järve Kultuurikeskus), v městských klubech (Kukruse Klubi, Sompa Klubi, Ahtme Klubi, Oru Klubi) či v prostorách dalších vzdělávacích a kulturních institucí. Ve městě působí dvě umělecké školy (Ahtme Kunstide Kool, Kohtla-Järve Kunstide Kool) a městská knihovna o dvanácti pobočkách, která provozuje též čítárnu s bezplatným přístupem k internetu. Hlavní výstavní síní je Valge saal („Bílá síň“). Město má též své sportovní centrum a zimní stadion.
Z kulturních sdružení působících v Kohtla-Järve je možno jmenovat městský orchestr (Kohtla-Järve Linnaorkester), soubor estonských lidových tanců Virulane, taneční soubory Rõõm, Rütm a Antares, dětský taneční soubor Vallatud a ženský pěvecký sbor Kaja.
Ve městě se nachází též světově jedinečné Muzeum ropných břidlic (Põlevkivimuuseum). Vedle expozice představující dějiny i současnost těžby a zpracování ropných břidlic vystavuje muzeum též řadu dalších vlastivědných exponátů.

## Sport
Ve městě působí týmy ledního hokeje HK Viru Sputnik Kohtla-Järve a HC Everest Kohtla-Järve hrající nejvyšší Estonskou ligu Meistriliiga. HC Viru Sputnik získal v roce 2010 mistrovský titul a HC Everest zastřešuje i tým žen hrající nejvyšší ženskou ligu. Domácí zápasy hrají v ledové hale Kohtla-Järve s kapacitou 2000 diváků.

## Partnerská města
- Kėdainiai, Litva
- Kingisepp, Rusko
- Norderstedt, Německo
- Outokumpu, Finsko
- Saransk, Rusko
- Slancy, Rusko
- Umeå, Švédsko